# Klaus Fuchs
Klaus Emil Jules Fuchs (Rüsselsheim am Main, 29 dicembre 1911 – Berlino Est, 28 gennaio 1988) è stato un fisico tedesco naturalizzato britannico, emigrato nel Regno Unito all'avvento del nazismo. Fisico teorico di notevole levatura, Fuchs passò all'Unione Sovietica i disegni della bomba atomica e i progetti relativi alla bomba all'idrogeno. Fu condannato a 14 anni di carcere per spionaggio.

## Biografia
Nato a Russelsheim, vicino a Francoforte, da padre luterano e ardente pacifista, Fuchs aderì al Partito Comunista da quando era studente alla facoltà di scienze. Fu prima agente del GRU e poi del commissario agli interni (NKVD-NKGB); in campo atomico fu la spia più importante dell'Unione Sovietica. Quando Hitler conquistò il potere, Fuchs riparò in Francia e poi nel Regno Unito, dove continuò gli studi all'Università di Bristol, per poi laurearsi all'Università di Edimburgo.
Cittadino britannico dal 1942, Fuchs entrò a far parte dell'équipe di scienziati del laboratorio di Harwell per le ricerche atomiche, e fu messo a capo di un dipartimento. Nel 1950 fu arrestato dagli agenti di Scotland Yard con l'accusa di aver ceduto all'Unione Sovietica i segreti della bomba atomica e della bomba all'idrogeno. Fu sottoposto a lunghissimi interrogatori finché confessò di aver passato all'Unione Sovietica i disegni della bomba atomica e i progetti relativi alla bomba all'idrogeno. Quando gli fu chiesto perché avesse tradito il Paese che lo aveva ospitato ed aiutato, Fuchs rispose: «perché avevo fiducia nella politica russa».
Condannato a 14 anni, 5 dei quali condonati, uscì dal carcere di Wakefield nel 1959, ritornando poi in patria, a Lipsia, nella Germania Est. All'epoca della sua cattura, e in base agli elementi emersi dalla successiva inchiesta, fu esplicitamente dichiarato che, senza le essenziali informazioni fornite da Fuchs, l'Unione Sovietica avrebbe forse tardato parecchi anni a produrre un proprio deterrente nucleare, una situazione che avrebbe modificato in modo sensibile l'equilibrio mondiale di quegli anni.